# Drepturi LGBT în Republica Moldova
     Căsătorie
     Uniune civilă
     Recunoaștere internă limitată (coabitare)
     Recunoaștere externă limitată (drepturi de rezidență)
     Nerecunoscute
     Constituția limitează căsătoria la cupluri formate din persoane de sex opus.
Persoanele homosexuale, bisexuale și transgen din Republica Moldova, spre deosebire de persoanele non-LGBT, se pot confrunta cu provocări sociale și juridice. Influența Bisericii Ortodoxe, cunoscută pentru pozițiile homofobe, a crescut de la căderea Uniunii Sovietice, aceasta promovând o atitudine ostilă față de persoanele LGBT.

## Legi privind orientarea sexuală
Actele consensuale între două persoane de același sex au fost legalizate în 1995. În septembrie 2002, noi legi egalizează vârsta de consimțământ pentru contacte homosexuale și contacte heterosexuale. Articolul 174 al Codului penal pedepsește, însă, cu închisoare de la 3 la 7 ani actele sexuale, homosexuale sau heterosexuale, comise asupra unei persoane care nu a împlinit vârsta de 16 ani. Articolul 177 prevede sancțiuni pentru violarea dreptului la viață privată și ar putea fi folosit de persoanele LGBT pentru protejarea drepturilor lor.

## Recunoașterea cuplurilor de același sex
Cuplurile de același sex nu sunt recunoscute în Republica Moldova. Art. 48, alin. (2) din Constituția Republicii Moldova definește familia drept „căsătoria liber consimțită între bărbat și femeie”, interzicând practic căsătoria între persoane de același sex. De asemenea, căsătoriile gay sunt interzise explicit prin art. 15, alin. (1) al Codului familiei, care nu admite încheierea căsătoriei între persoane de același sex.

## Protecții legale
De mult timp, o coaliție de organizații pentru drepturile omului, inclusiv Gender Doc-M, a făcut lobby în guvern pentru implementarea unei legi antidiscriminare în conformitate cu standardele europene, care ar include orientarea sexuală ca una din categoriile protejate. Un proiect de lege care interzice discriminarea pe bază de orientare sexuală la locul de muncă a fost adoptat de Parlamentul Republicii Moldova pe 25 mai 2012 și a fost semnat în lege de președintele Nicolae Timofti trei zile mai târziu. Legea a intrat în vigoare la 1 ianuarie 2013. Legea cu privire la egalitatea de șanse, denumită inițial Legea antidiscriminare, a trezit mai multe nemulțumiri în rândurile asociațiilor creștine din cauza sintagmei „orientare sexuală”.
În cadrul Revizuirii Periodice Universale a ONU prin care Republica Moldova a trecut în anul 2016, Republica Moldova a adoptat în anul 2017 12 recomandări privind reducerea discriminării în țară, șapte recomandări pentru prevenirea infracțiunilor de ură și schimbări legislative și o recomandare pentru prevenirea discursului de ură. Șapte dintre aceste recomandări au inclus orientarea sexuală și identitatea de gen.

## Interzicerea „propagandei” homosexuale
Din 2012, mai multe orașe au interzis „propaganda” homosexuală (hotărârile nu includ niciun fel de sancțiuni administrative sau amenzi). Delegația europeană în Republica Moldova a calificat aceste acțiuni drept manifestări de intoleranță și discriminare față de minoritățile sexuale. Aceste orașe sunt:
- Bălți, adoptată pe 23 februarie 2012,[13] abrogată pe 28 februarie 2013;[14][15]
- Anenii Noi, adoptată pe 1 martie 2012;[16]
- Drochia, adoptată pe 27 martie 2012;[16]
- Cahul, adoptată pe 29 martie 2012;[16]
- Ceadîr-Lunga, adoptată pe 10 aprilie 2012;[16]
- Glodeni, ulterior abrogată;[16]
- Rîșcani, ulterior abrogată;[16]
- Basarabeasca;[16]
- Fălești;[16]
- Soroca.[16]

Interdicții similare au fost adoptate în următoarele sate din raionul Fălești:
- Bocani, ulterior abrogată;[16]
- Chetriș, abrogată pe 22 februarie 2012;[16]
- Hiliuți, abrogată pe 24 aprilie 2012;[16]
- Pîrlița, ulterior abrogată.[16]

Pe 30 aprilie 2013, Adunarea Populară a Găgăuziei a aprobat un proiect de lege care interzice „propaganda” homosexualității, bisexualității și transsexualismului, precum și căsătoria între persoane de același sex și adopția din partea cuplurilor de același sex. Proiectul, în vădită antiteză cu Legea privind asigurarea egalității adoptată de Parlamentul de la Chișinău în 2012, nu includea niciun fel de sancțiuni administrative sau amenzi, dar una dintre prevederi interzicea înregistrarea oricărei organizații LGBT în regiune. O altă dispoziție interzicea demonstrarea în mod public a modului de viață homosexual, iar neangajarea în câmpul muncii a persoanelor cu orientare sexuală „netradițională” nu mai constituia un act de discriminare. Aceste dispoziții au fost invalidate printr-o decizie judecătorească din 20 iunie 2013. Căsătoria între persoane de același sex și adopția din partea cuplurilor de același sex au rămas, însă, interzise, la fel ca în toată Republica Moldova.
Pe 23 mai 2013, în pofida legii antidiscriminare care interzice discriminarea pe bază de orientare sexuală la angajare, Parlamentul Republicii Moldova a adoptat un proiect de lege care interzice „difuzarea de informație publică menită să ducă la promovarea prostituției, pedofiliei, pornografiei sau oricărei relații care să nu fie în interiorul căsătoriei sau al familiei”. Proiectul a fost semnat în lege la 5 iulie 2013 și a intrat în vigoare pe 12 iulie 2013. Legea nu interzice în mod explicit „propaganda” homosexualității, dar ar putea fi interpretată în acest mod de judecători. Pe 11 octombrie 2013, Parlamentul a adoptat o propunere legislativă destinată eliminării conținutului care ar putea fi interpretat ca „propagandă homosexuală” din Codul contravențional.

## Mișcarea pentru drepturile LGBT în Republica Moldova
Centrul de Informații „GenderDoc-M”, fondat la 8 mai 1998, este prima și singura organizație neguvernamentală care apără și promovează drepturile LGBT în Republica Moldova. Recunoscut de Ministerul Justiției ca fiind o organizație de utilitate publică, Centrul de Informații „GenderDoc-M” este membru al Consiliului Coaliției Nediscriminare, al Consiliului Național de Coordonare a HIV/SIDA și TB, al Consiliului Național al Tineretului din Moldova, al ILGA-Europe și al IGLYO. În 2012, în cadrul Premiilor ONU în domeniul Drepturilor Omului, Centrul GDM a fost premiat pentru „activitatea sa de combatere a discriminării prin soluționarea litigiilor, pledoarie și activități de informare”.

## Atitudini sociale
| An   | Sondaj                                                                      | Rezultat | Rezultat |
| An   | Sondaj                                                                      | Acord    | Dezacord |
| ---- | --------------------------------------------------------------------------- | -------- | -------- |
| 2014 | IPP                                                                         | 5,9%     | 87,2%    |
| 2016 | Fundația Soros – Moldova Arhivat în 19 septembrie 2020, la Wayback Machine. | 5%       | 94%      |
| 2017 | Pew Research Center                                                         | 5%       | 92%      |

Societatea moldovenească rămâne încă foarte ostilă culturii și atitudinii homosexuale. Politicienii fac deseori remarci derogatorii privind comunitatea LGBT, iar discriminarea împotriva membrilor ei este des întâlnită. 
Un sondaj sociologic realizat de Institutul de Politici Publice în 2014 arată concepțiile moldovenilor față de comunitatea LGBT. Întrebați cu ce cuvânt asociază prima dată un homosexual sau o lesbiană, 7,9% au răspuns „boală psihică/nebuni”, 6,3% „anormal”, 6,1% „persoane bolnave”, 5,5% „destrăbălați”, în timp ce 2,5% consideră că trebuie nimiciți. 83% dintre moldoveni nu acceptă persoanele LGBT, iar 35,8% susțin cu fermitate că relațiile homosexuale trebuie pedepsite prin interzicerea unor drepturi (61,2%), amendă (35,5%) sau închisoare (27,2%). 88,8% dintre moldoveni ar fi deranjați dacă un membru al familiei ar fi LGBT, iar 92% nu ar accepta ca în clasa unde copilul lor învață să lucreze un educator/educatoare sau învățător/învățătoare LGBT.
Potrivit studiului „Biserică și stat în Republica Moldova” prezentat de Fundația Soros – Moldova în 2016, 84% dintre moldoveni nu ar accepta ca homosexualii să locuiască în Republica Moldova, 89% nu ar accepta ca aceștia să locuiască în aceeași localitate, 94% nu ar accepta să îi aibă ca vecini, 95% nu ar accepta să le fie prieteni și 97% nu ar accepta să facă parte din familie. Același studiu relevă că doar 5% dintre moldoveni sunt de acord cu căsătoriile între persoane de același sex și 6% cu parteneriatele civile. Aceste observații arată că societatea din Republica Moldova este una închisă și cu disponibilitate redusă de a accepta minoritățile. Intoleranța ridicată este parțial explicată de conservatorismul social care domină opinia publică din Republica Moldova.
În mai 2017, un sondaj de la "Pew Research Center" în rândul țărilor ortodoxe a arătat că 92% dintre moldoveni consideră că homosexualitatea nu ar trebui acceptată de societate. În rândul tinerilor între 18 și 34 de ani, procentul scade la 88%. Potrivit aceluiași sondaj, 5% dintre moldoveni susțin căsătoriile gay.
Cu toate acestea, de la dezincriminarea homosexualității în 1995, atitudinea diverselor instituții ale statului devine tot mai pozitivă. De exemplu, Ministerul Sănătății a comunicat printr-o scrisoare oficială că homosexualitatea nu este considerată o boală și serviciile medicale sunt accesibile tuturor indiferent de orientarea sexuală a cetățeanului.

## Condiții de viață

### Cultura gay

Harta Republicii Moldova în culorile steagului-curcubeu

Potrivit GenderDoc-M, aproximativ 90.000 de homosexuali locuiesc pe teritoriul Republicii Moldova. Nu există, însă, o statistică privind numărul de cupluri formate din persoane cu altă orientare decât heterosexuală.
Republica Moldova are o scenă gay destul de mică, dar plină de viață și deschisă. Primul club gay din Chișinău – Jaguar Dance and Music Club – s-a deschis în 2009. Prima paradă gay din Republica Moldova a avut loc în aprilie 2002, dar a fost marcată de-a lungul timpului de violențe și deseori a întâmpinat opoziția autorităților și Bisericii Ortodoxe.
Cel mai important eveniment LGBT din Republica Moldova este festivalul „Curcubeul peste Nistru”. Anual, programul festivalului include evenimente informative, sociale, culturale și politice, care sunt îndreptate spre sporirea vizibilității persoanelor LGBT din Republica Moldova, atragerea atenției la problemele actuale care îi vizează, precum și informarea societății despre orientarea sexuală și identitatea de gen, despre principiile egalității și nediscriminării. Festivalul culminează cu un Marș al Egalității, însă deseori participanții nu au putut parcurge întregul traseu din pricina atacurilor contramanifestanților. Primul Marș al Egalității complet a avut loc în 2014, cu o prezență sporită a forțelor de ordine.

## Tabel sumar
|                                                                                                 | Da/Nu                                            | Note                                             |
| Activitate sexuală între persoane de același sex                                                | Activitate sexuală între persoane de același sex | Activitate sexuală între persoane de același sex |
| ----------------------------------------------------------------------------------------------- | ------------------------------------------------ | ------------------------------------------------ |
| Activitate sexuală legală                                                                       | Yes                                              | din 1995                                         |
| Vârstă de consimțământ pentru acte sexuale egală                                                | Yes                                              | din 2002                                         |
| Legi antidiscriminare                                                                           |                                                  |                                                  |
| Legi antidiscriminare doar în ocuparea forței de muncă                                          | Yes                                              | din 2013                                         |
| Legi antidiscriminare în furnizarea de bunuri și servicii                                       | No                                               |                                                  |
| Legi antidiscriminare în toate celelalte domenii (incl. discriminare indirectă, discurs de ură) | No                                               |                                                  |
| Uniuni între persoane de același sex                                                            |                                                  |                                                  |
| Căsătorii între persoane de același sex                                                         | No                                               | Interzise prin Constituție din 1994              |
| Parteneriate civile                                                                             | No                                               |                                                  |
| Recunoașterea cuplurilor de același sex                                                         | No                                               |                                                  |
| Adopție și copii                                                                                |                                                  |                                                  |
| Adopție individuală                                                                             | Yes                                              |                                                  |
| Adopție copil din altă căsătorie                                                                | No                                               |                                                  |
| Adopție în comun                                                                                | No                                               |                                                  |
| Maternitate surogat comercială pentru cuplurile de homosexuali                                  | No                                               |                                                  |
| Acces la FIV pentru lesbiene                                                                    | No                                               |                                                  |
| Altele                                                                                          |                                                  |                                                  |
| Homosexualilor și lesbienelor le este permis să servească în mod deschis în armată              | Yes                                              |                                                  |
| Dreptul de a schimba legal sexul                                                                | Yes                                              |                                                  |
| BSB le este permis să doneze sânge                                                              | No                                               |                                                  |
| Terapia de conversie pentru copii ilegală                                                       |                                                  |                                                  |